# جيبوتي في الألعاب الأولمبية الصيفية 1984
شَاركت جيبوتي في الألعاب الأولمبية الصيفية 1984، التي أُقيمت في لوس أنجلوس في الولايات المتحدة مِن 28 يوليو إلى 12 أغسطس. كانت الألعاب الأولمبية الصيفية لعام 1984 أول ظُهور أولمبي لجيبوتي. ضمَّ الوفد ثلاثة رياضيين في سباق الماراثون: جمعة روبله، وأحمد صلاح، وعمر عبد الله شارمارك، ولم يَفُز أي منهم بميدالية.

## خلفية
قبل المُنافسة في هذه الدورة من الألعاب الأولمبية، لم تُشارك جيبوتي في أَي نُسخةٍ أُخرى. حصلتْ جيبوتي على استقلالها عن فرنسا في عام 1977، مِما جَعلَها تتأهل لالألعاب الأولمبية الصيفية 1980 وهوَ التأهل الأوَّل في تاريخ البلاد. كانتْ جيبوتي واحدة من 65 دولة قاطعت الألعاب الأولمبية الصيفية 1980 احتجاجًا على الحرب السوفيتية في أفغانستان.
فازَ جمعة روبله (المُشارِك في هذه الألعاب) بميدالية فضية في بطولة أفريقيا لألعاب القوى 1982 لماراثون الرجال الكامل بزمن 2:31:06. :369 شاركَ أحمد صلاح في كلٍ مِنْ بطولة العالم لألعاب القوى 1983 وبطولة أفريقيا لألعاب القوى 1984 قبل هذه الألعاب الأولمبية. لم يُكمل سباق الماراثون عام 1983، وفاز بميدالية فضية في 1984 في مَسافة 10000 متر جري بتوقيت 28: 17.4.

## ألعاب القوى
تنافس جميع رياضيي جيبوتي الثلاثة الذين شاركوا في الأولمبياد في ماراثون الرجال.  بدأ الماراثون في كليّة سانتا مُونيكا وكانَ خط النهاية على المسار الصحيح في استاد لوس أنجلوس التذكاري.
كانَ جامبا روبله حاملًا للعلم الجيبوتي. أكمل الماراثون في ساعتين وإحدى عشرة دقيقة وتسعة وثلاثين ثانية في المركز الثامن. بما أنَّ هذه كانت أول دورة ألعاب أولمبية في جيبوتي، فقد حدد روبله الرقم القياسي الأولمبي لجيبوتي في الماراثون. أنهى روبله أمام اثنين من الماراثون الثلاثة الذين اعتبروا الأفضل في ذلك الوقت، توشيهيكو سيكو وألبرتو سالازار.

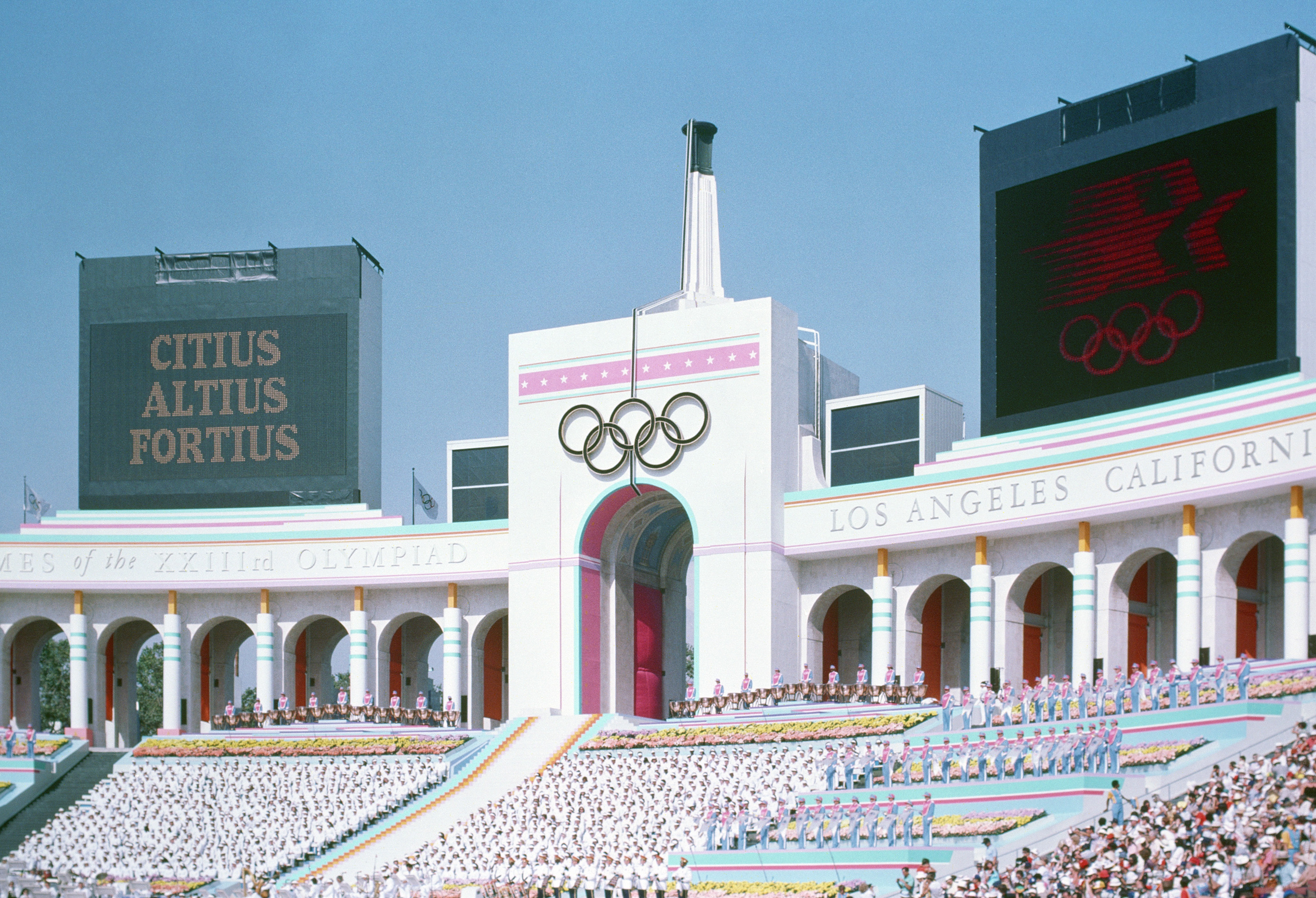
حفل الافتتاح في دورة الألعاب الأولمبية الصيفية لعام 1984 في لوس أنجلوس، الولايات المُتحدة

في الماراثون السادس له، انتهى أحمد صلاح في 2:15:59 وحقق المركز العشرين. :375 فاز صلاح بميدالية برونزية في أولمبياد 1988 ليصبح صاحب الميدالية الجيبوتية الوحيدة في الأولمبياد. عمر عبد الله شارماركي أنهى الماراثون في ساعتين تسعة عشر دقيقة وأحد عشر ثانية ، وانتهى في المركز الثاني والثلاثين. ذهبت الميداليات في الحدث إلى رياضيين من البرتغال وأيرلندا وبريطانيا العظمى.

### الرجال
| الرياضي              | الحدث     | النهائي | النهائي |
| الرياضي              | الحدث     | النتيجة | المرتبة |
| -------------------- | --------- | ------- | ------- |
| جمعة روبله           | الماراثون | 2:11:39 | 8       |
| أحمد صلاح            | الماراثون | 2:15:59 | 20      |
| عمر عبد الله شارمارك | الماراثون | 2:19:11 | 32      |